# Allsvenskan i bandy för damer 2011/2012
Allsvenskan i bandy för damer 2011/2012 var den 14:e säsongen av allsvenskan som Sveriges högsta division i bandy för damer och spelades mellan den 12 november 2011 och 3 mars 2012 följt av slutspelet om svenska mästerskapen. De sju lagen spelade mot varandra en gång hemma och en gång borta, vilket gav totalt tolv omgångar. Efter det gick lag 1 och 2 direkt till semifinalerna medan lag 3 till 6 spelade kvartsfinaler. Seger i en match gav två poäng, oavgjorda matcher en poäng var och förlust gav noll poäng.
Nykomlingar efter kval våren 2011 var Söråkers IF.
Västerstrands AIK var kvalificerade för att spela i allsvenskan även 2011/2012, men beslutade den 31 maj 2011 för att dra sig ur allsvenskt spel på grund av spelarbrist. Efter Västerstrands avhopp gick en förfrågan till Västerås SK, som förlorade det allsvenska kvalet under våren 2011, om de ville ta över den vakanta platsen vilket de accepterade.
Den 24 augusti meddelade även IFK Nässjö att man drar sig ur allsvenskan på grund av spelarbrist. Inget lag ersatte Nässjö, utan serien spelades mellan de resterande sju kvalificerade lagen.
Den 8 december 2011 meddelade tävlingskommittén att inget lag skulle åka ur allsvenskan denna säsongen eftersom serien bara innehöll sju lag. Det var då meningen att de båda seriesegrarna i Div 1 skulle spela kval om en plats till allsvenskan 2012/2013. Men Härnösands AIK meddelade den 15 februari 2012 att laget drar sig ur allsvenskan till säsongen 2012/2013, så därför kommer det inte att behöva spelas något kvalspel utan de båda vinnarna i Div 1, Uppsala BoIS (norra) och Hammarby IF (södra), kommer båda att avancera till allsvenskan .

## Deltagande lag och hemmabanor
Följande lag spelar i Damallsvenskan i bandy säsongen 2011/2012:
| Lag            | Hemmaplan       |
| -------------- | --------------- |
| AIK            | Bergshamra IP   |
| Härnösands AIK | Högslättens IP  |
| Kareby IS      | Skarpe Nord     |
| Sandvikens AIK | Göransson Arena |
| Söråkers IF    | Söråkers IP     |
| Tranås BoIS    | Bredstorps IP   |
| Västerås SK    | ABB Arena Syd   |

## Tabell
Not: S = Spelade matcher, V = Vinster, O = Oavgjorda, F = Förluster, GM = Gjorda mål, IM = Insläppta mål, MSK = Målskillnad, P = Poäng
| Nr | Klubb          | S  | V  | O | F  | GM  | IM  | MSK | P  |
| -- | -------------- | -- | -- | - | -- | --- | --- | --- | -- |
| 1  | Sandvikens AIK | 12 | 12 | 0 | 0  | 109 | 15  | +94 | 24 |
| 2  | AIK            | 12 | 9  | 1 | 2  | 86  | 18  | +68 | 19 |
| 3  | Kareby IS      | 12 | 8  | 1 | 3  | 84  | 21  | +63 | 17 |
| 4  | Tranås BoIS    | 12 | 5  | 1 | 6  | 36  | 52  | -16 | 11 |
| 5  | Söråkers IF    | 12 | 3  | 1 | 8  | 30  | 85  | -55 | 7  |
| 6  | Västerås SK    | 12 | 3  | 0 | 9  | 27  | 89  | -62 | 6  |
| 7  | Härnösands AIK | 12 | 0  | 0 | 12 | 8   | 100 | -90 | 0  |

## Matchöversikt
Hemmalaget är listat i den vänstra spalten
Samtliga datum är hämtade från Svenska Bandyförbundets hemsida 
Klicka på resultatet för att komma till matchfakta på elitrapport.se
| Allsvenskan 2011/2012 | AIK             | HAIK             | KIS              | SAIK             | SIF              | TBoIS           | VSK              |
| --------------------- | --------------- | ---------------- | ---------------- | ---------------- | ---------------- | --------------- | ---------------- |
| AIK                   | X               | 12 - 0           | 2 - 1[död länk]  | 4 - 5[död länk]  | 15 - 1[död länk] | 8 - 1[död länk] | 10 - 1[död länk] |
| Härnösands AIK        | 0 - 9[död länk] | X                | 1 - 12[död länk] | 0 - 7[död länk]  | 2 - 3[död länk]  | 0 - 2[död länk] | 1 - 3[död länk]  |
| Kareby IS             | 3 - 3[död länk] | 11 - 1[död länk] | X                | 2 - 4[död länk]  | 9 - 0[död länk]  | 4 - 0[död länk] | 12 - 1[död länk] |
| Sandvikens AIK        | 3 - 2[död länk] | 25 - 1           | 6 - 0[död länk]  | X                | 8 - 2            | 7 - 1[död länk] | 10 - 0[död länk] |
| Söråkers IF           | 1 - 7[död länk] | 7 - 1[död länk]  | 1 - 11[död länk] | 1 - 13[död länk] | X                | 3 - 3[död länk] | 5 - 3[död länk]  |
| Tranås BoIS           | 1 - 7[död länk] | 4 - 1[död länk]  | 1 - 8[död länk]  | 2 - 5[död länk]  | 7 - 1[död länk]  | X               | 6 - 5            |
| Västerås SK           | 1 - 7[död länk] | 5 - 0[död länk]  | 1 - 11[död länk] | 0 - 16[död länk] | 5 - 4[död länk]  | 2 - 7[död länk] | X                |

## Slutspelet

### Kvartsfinaler
Kvartsfinalerna spelas i bäst av två matcher
| Datum                     | Match             | Resultat | Publik | Rapport           |
| ------------------------- | ----------------- | -------- | ------ | ----------------- |
| Kareby IS - Västerås SK   |                   |          |        |                   |
| 6 mars 2012               | Västerås - Kareby | 0 - 6    | 24     | Match 1[död länk] |
| 10 mars 2012              | Kareby - Västerås | 7 - 2    | 69     | Match 2[död länk] |
| Tranås BoIS - Söråkers IF |                   |          |        |                   |
| 7 mars 2012               | Söråker - Tranås  | 4 - 2    | 170    | Match 1[död länk] |
| 10 mars 2012              | Tranås - Söråker  | 5 - 2    | 111    | Match 2[död länk] |
- Kareby till semifinal med sammanlagt 13-2 i målskillnad
- Tranås till semifinal med sammanlagt 7-6 i målskillnad

### Semifinaler
Semifinalerna spelas i bäst av tre matcher
| Datum                        | Match              | Resultat | Publik | Rapport           |
| ---------------------------- | ------------------ | -------- | ------ | ----------------- |
| Sandvikens AIK - Tranås BoIS |                    |          |        |                   |
| 14 mars 2012                 | Tranås - Sandviken | 3 - 7    | 43     | Match 1[död länk] |
| 17 mars 2012                 | Sandviken - Tranås | 8 - 1    | 165    | Match 2[död länk] |
| 18 mars 2012                 | Sandviken - Tranås | x - x    |        |                   |
| AIK - Kareby IS              |                    |          |        |                   |
| 14 mars 2012                 | Kareby - AIK       | 3 - 4    | 315    | Macth 1[död länk] |
| 17 mars 2012                 | AIK - Kareby       | 4 - 2    | 70     | Match 2[död länk] |
| 18 mars 2012                 | AIK - Kareby       | x - x    |        |                   |
- Sandvikens AIK tog sig till final efter två matcher med en målskillnad på 15-4.
- AIK tog sig till final efter två matcher med en målskillnad på 8-5.

### Final
Finalen spelas i bäst av en match
| Datum                             | Match                | Resultat | Publik | Rapport         |
| --------------------------------- | -------------------- | -------- | ------ | --------------- |
| Final på Studenternas IP, Uppsala |                      |          |        |                 |
| 24 mars 2012                      | AIK - Sandvikens AIK | 5 - 4    | 2237   | Final[död länk] |
- Matchen gick till en 30 minuters sudden death förlängning då det stod 4-4 vid full tid. Förlängningen är fördelad i 2x15 minuter.